# Whoami (lệnh)

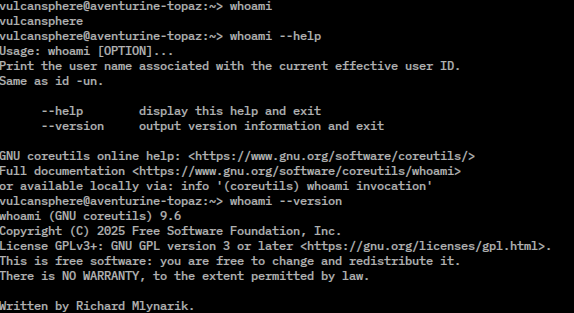
Whoami

whoami là một lệnh xuất hiện trên hầu hết các hệ điều hành giống Unix, Windows Vista, Windows 7, Windows Server 2003, và Windows Server 2008. Nó bắt nguồn từ cụm tiếng Anh "Who am I?" (tôi là ai), có chức năng xuất ra tên tài khoản người dùng đang đăng nhập. Lệnh có chức năng tương tự với lệnh Unix id -un.
Trong các hệ điều hành giống Unix, đầu ra của lệnh hơi khác với $USER vì whoami xuất ra tên người dùng đang làm việc, trong khi $USER là tên người dùng dùng đã đăng nhập. Ví dụ nếu người dùng đăng nhập với tài khoản John và su vào root, whoami sẽ hiển thị root còn echo $USER xuất ra John. Đó là do lệnh su mặc định không gọi một trình bao đăng nhập.
Phiên bản GNU của whoami do Richard Mlynarik viết là một phần của dự án Coreutils.
Lệnh cũng xuất hiện trên Windows 2000 Resource Kit and Windows XP SP2 Support Tools.
whoami cũng là một lệnh trên Netware dùng trên các thư mục công cộng của máy chủ tập tin. Lệnh xuất ra người dùng đang kết nối với máy chủ hiện tại.